# Mike Western
 (novembre 2018).
Mike Western, de son vrai nom Mike Weston, né le 4 février 1925 à Southampton et mort le 13 mai 2008 est un dessinateur britannique de bandes dessinées. Il s’agit de l’un des dessinateurs britanniques les plus prolifiques sur les années 1960-1970 autant dans le genre réaliste que dans le genre humoristique.

## Biographie
- 1962-1963 : Il débute en travaillant pour la revue britannique Buster pour laquelle il réalisera pas mal de récits complets dont une aventure fantastique When Britain froze, World in peril, The star of fortune.
- 1965 : Premier épisode de la série The Shrinker. En France sous le nom du Réducteur dans Janus Stark dans Buster également.

Mais au Royaume-Uni, il a surtout travaillé pour le périodique Valiant.
- 1964 : Un épisode de Jack O' Justice, puis le récit The Duke of dry gulch avant d'entamer sa plus grande réussite The Wild Wonders (Klip et Klop en France) qui sera à l'affiche de la revue de mars 1964 à décembre 1975 pour 31 aventures délirantes sur un scénario de Tom Tully. Mon Journal a fait réaliser des épisodes par Tomas Porto et Fuentesman ! Ces épisodes français se reconnaissent par le fait que les dessinateurs apposent leur signature, ce qui n'était pas le cas de Mike Western. Les BD populaires britanniques sont pour l'immense majorité anonymes.

- 1967 : Il dessine le western The laird of Lazy Q dans Valiant.
- 1974 : Trail to nowhere dans Valiant.
- 1976 : Death wish

Ailleurs, il a dessiné Topps on two wheels (Sur deux roues en France) pour la revue Tiger, et Skid Solo, tous deux édités en français dans Les Rois de l'exploit ainsi que L'Odyssée du Nighshade qui est paru dans Atémi, mais aussi Le Léopard de Lime Street, paru dans Sunny Sun, Janus Stark et Antarès et des séries comme Johnny Winco, Davy Crockett, Biggles ou quelques épisodes de Roy of the Rovers.
On lui doit encore trois couvertures de la dernière revue britannique encore en vie 2000 AD, à savoir celles des n° 12, 243 et 279. Un artiste, qui fut longtemps le symbole de la BD populaire britannique et qui a vu un ouvrage consacré à son œuvre The Mike Western story, exclusivement dans la langue de Shakespeare.